# Claudio Moyano
Claudio Moyano y Samaniego (Fuentelapeña o Bóveda de Toro, actual provincia de Zamora, 30 de octubre de 1809-Madrid, 7 de marzo de 1890), fue un político español. De ideología liberal, evolucionó de posiciones tibiamente progresistas hasta aproximarse al Partido Moderado.
Considerado como ilustre zamorano por sus paisanos, durante su etapa como ministro logró aprobar en 1857 la "Ley de Instrucción Pública", más conocida como Ley Moyano, con la que consiguió reformar la enseñanza española y que es la ley educativa más longeva de la historia del país, en cuanto que, con sucesivos desarrollos reglamentarios, ordenó el sistema educativo, de una manera u otra, hasta 1970, cuando se promulga la Ley General de Educación. Desempeñó otros cargos políticos, por lo que también fue alcalde de Valladolid, diputado por Toro, diputado por Valladolid y senador por Madrid. También destaca su faceta académica, en cuanto que cursó estudios de derecho, latín y filosofía en las universidades de Salamanca y Valladolid, en la que fue catedrático de instituciones civiles y de economía política. Es especialmente recordado en su provincia de Zamora, al ser impulsor de algunas de sus infraestructuras básicas, como el ferrocarril o las carreteras.

## Familia y formación

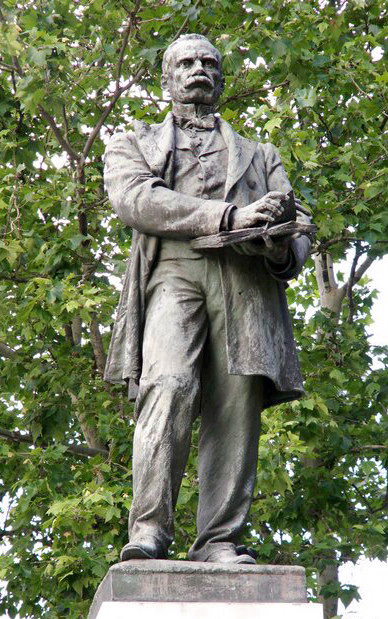
Estatua de Claudio Moyano en la cuesta homónima de Madrid.

Nació el 30 de octubre de 1809 a mitad de camino entre Fuentelapeña y La Bóveda de Toro, en los alrededores del paraje conocido como «La Manga», en cuanto que su familia pudo desplazarse de su residencia ante la invasión francesa. Otros, sin embargo, cuentan que el parto tuvo lugar en medio del campo cuando el carruaje en el que regresaba su madre, tras una visita familiar, tuvo que frenar ante la presencia de una patrulla de franceses que merodeaban por la zona. En cualquier caso, su nacimiento en una zona apartada entre las mencionadas localidades zamoranas, dio lugar a una vieja disputa en la que ambas poblaciones se consideran como lugar de alumbramiento de Claudio Moyano, uno de los personajes zamoranos más importantes e influyentes de la España del siglo XIX. En cualquier caso, fue bautizado en Fuentelapeña, donde la familia Moyano-Samaniego disponía de una casa-palacio, que estaba situada en la calle que actualmente lleva su nombre, aunque no se conservan restos de la citada hacienda. Es en esta misma localidad en la que descansan sus restos personales pues, aunque falleció en Madrid, de inmediato fue trasladado a su pueblo de origen, tal y como fue su deseo.
Estudió Derecho, Latín y Filosofía en las universidades de Salamanca y Valladolid. Se doctoró a los 23 años y ejerció dos años la abogacía. Luego fue catedrático de instituciones civiles y de economía política.
En 1843 fue rector de la Universidad de Valladolid y en 1850 de la Universidad Central.

## Actividad política
En 1841 fue elegido alcalde de Valladolid y en 1843 rector de su universidad y diputado a Cortes. En 1844 fue elegido diputado por Zamora y, en 1846, por Toro.
En 1853 entró en el gobierno ocupando la cartera del Ministerio de Fomento. Durante el Bienio Progresista se opuso en las Cortes a la desamortización municipal decretada por Pascual Madoz en 1855. En este periodo impulsó la reforma del sistema educativo español a través de la ley por la que es más conocido, la Ley Moyano.
Impulsó la rápida aprobación de los expedientes de ferrocarriles. Volvió al gobierno en 1864. Tras el paréntesis del sexenio revolucionario, volvió a las Cortes de la Restauración como diputado por Toro. Fue nombrado senador por Madrid en 1881 y ocupó dicho cargo con carácter vitalicio desde 1886.

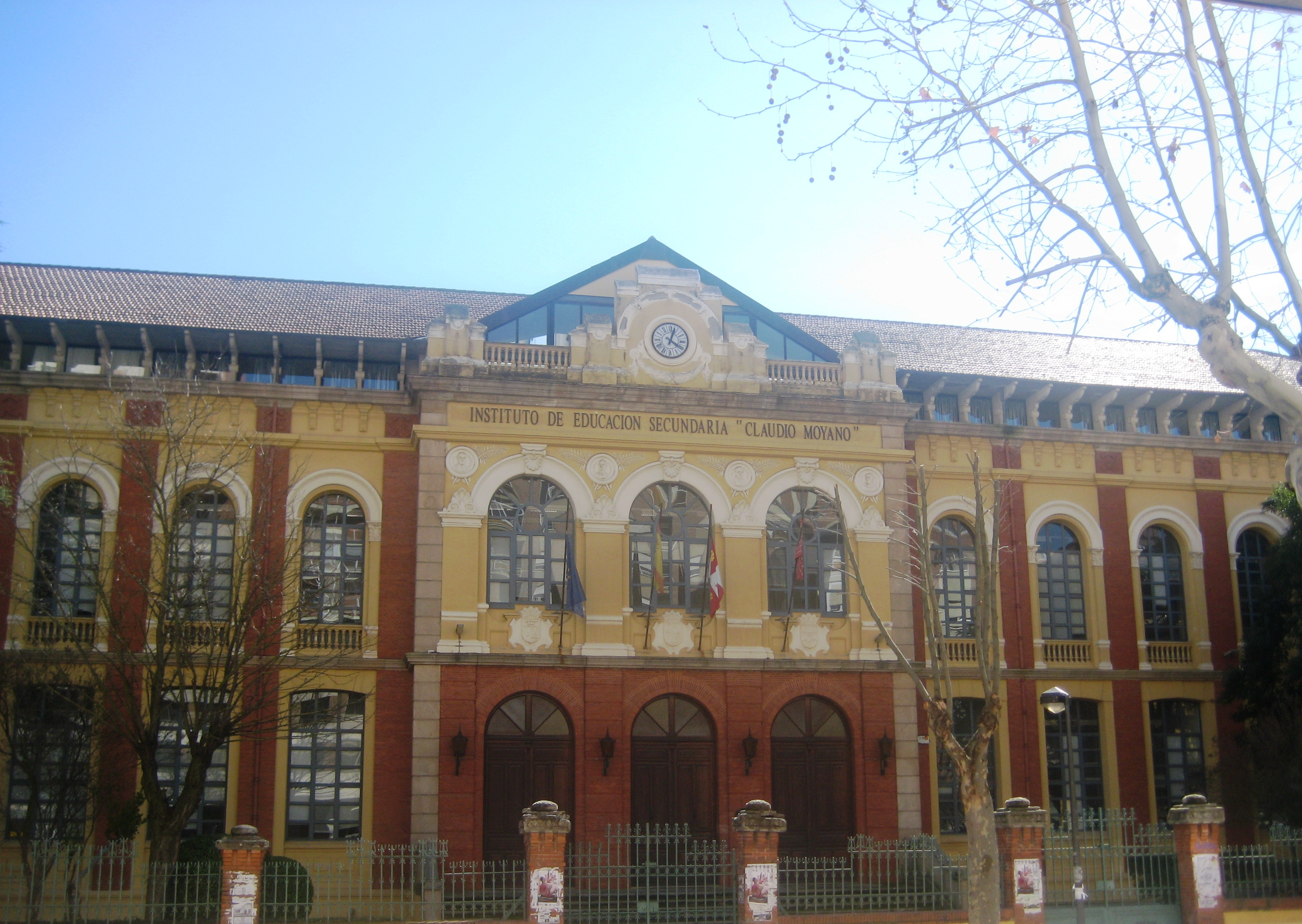
Instituto de enseñanza secundaria "Claudio Moyano" de Zamora.

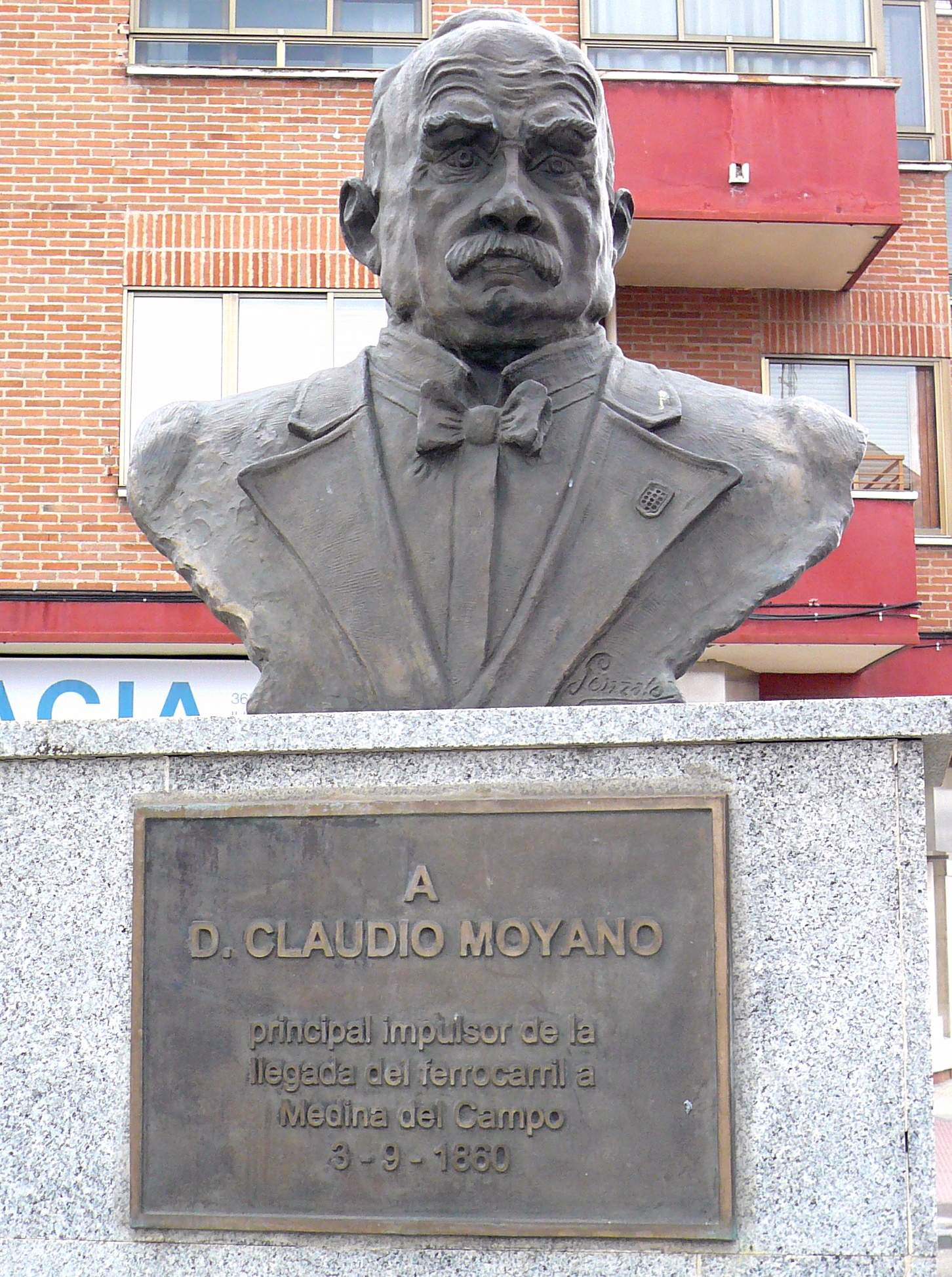
Busto de Claudio Moyano en Medina del Campo (Valladolid).

## Homenaje
En Madrid se le rindió homenaje asignándole el nombre de una calle: la cuesta de Moyano. Con posterioridad el alcalde Enrique Tierno Galván puso en el lado inferior de la cuesta (cercano a la plaza del Emperador Carlos V) una estatua diseñada por Agustín Querol en cuyo basamento puede leerse:

Este monumento se erigió en este lugar en 1899 fue posteriormente trasladado, restituyéndolo el Ayuntamiento de Madrid a su primitivo emplazamiento con ocasión de conmemorarse el CXXV aniversario de la promulgación de la ley de instrucción pública de 22 de julio de 1857 que tuvo en el insigne catedrático y político D. Claudio Moyano Samaniego su primer inspirador y su más preclaro impulsor y artífice. 28 de marzo de 1982 siendo alcalde de la Villa D. Enrique Tierno Galván.

En homenaje a él, en Zamora lleva su nombre el IES Claudio Moyano, y en Madrid el CEIP Claudio Moyano. También en Valladolid y en Medina del Campo existen en homenaje a él sendas calles de Claudio Moyano.